# Crazy (album van Julio Iglesias)
Crazy is een studioalbum van de Spaanse zanger Julio Iglesias uitgebracht in 1994 onder het muzieklabel Columbia Records.

## Nummers
| 1.                 | Crazy (met Dave Koz)                                 | 3:16 |
| 2.                 | Let It Be Me (met Art Garfunkel)                     | 3:05 |
| 3.                 | Mammy Blue                                           | 4:15 |
| 4.                 | Fragile (met Sting)                                  | 4:23 |
| 5.                 | Guajira / Oye Como Va                                | 3:54 |
| 6.                 | When You Tell Me That You Love Me (met Dolly Parton) | 3:59 |
| 7.                 | I Keep Telling Myself                                | 4:17 |
| 8.                 | Pelo Amor de Uma Mulher (Por el Amor de una Mujer)   | 3:52 |
| 9.                 | Caruso                                               | 5:48 |
| 10.                | Song of Joy                                          | 4:38 |
| Totale duur: 40:27 |                                                      |      |

## Certificering
| Regio                      | Status     | Verkoop   |
| -------------------------- | ---------- | --------- |
| Brazil (Pro-Música Brasil) | Platina    | 250.000   |
| Canada (Music Canada)      | Goud       | 50.000    |
| Denemarken (IFPI Danmark)  | Goud       | 25.000    |
| Nederland (NVPI)           | Platina    | 100.000   |
| Nieuw-Zeeland (RMNZ)       | Goud       | 7.500     |
| Spanje (PROMUSICAE)        | 2× platina | 200.000   |
| Engeland (BPI)             | Platina    | 300.000   |
| Amerika (RIAA)             | Goud       | 500.000   |
| Europa (IFPI)              | Platina    | 1.000.000 |